# 청지 철로
청지 철로(중국어: 城鸡铁路, 성계철도)는 중국 헤이룽장성에 위치한 철도 노선이다. 무단장시 산하의 현급 무렁시 경내의 샤청쯔진에 위치한 빈쑤이 철로의 샤청쯔역에서 시작하여, 북쪽 지시시 경내의 지시 서역에 이른다. 총길이는 107 km이며, 1925년에 건설되었다. 지시역에서 헝산 철로와 린둥 철로와 연결된다.

## 역사
1924년 1월 지린성 정부는 백러계 상인 셰제스와 "리수거우쯔, 샤오젠청 탄광에 대한 중러 관영 상업 합작 계약" 을 체결하고, 동시에 빈쑤이 철로 샤청쯔 역에서 리수진 탄광을 잇는 철도 노선이 착공하였으며, “무렁 철로(穆棱铁路)”로 불리었다. 1925년 2월말 총 131만 은화를 투자하여 무링 철로가 완공되었다. 1925년 3월 3일, 무릉 리수거우쯔 광산에서 개통식을 거행하였다. 철도의 총 길이는 63.5km이었다.(1호 갱구까지) 이 중 샤청쯔역에서 리수진역까지의 본선은 길이가 59km에 이른다. 노선을 따라 샤청쯔(下城子), 싼다오허쯔(三道河子), 바몐퉁(八面通), 량쯔허(亮子河), 리수전(梨树镇) 등의 역이 있으며, 무링 광산까지 직통으로 이어져있다. 1925년 3월 4일 첫 화물차량 편조 40대와 석탄 800t을 싣고 무링 철로를 통해 샤청쯔에서 중둥 철로(中东铁路, 빈쑤이선은 그 일부)를 거쳐 하얼빈으로 옮겨졌다.
1938년 9월 1일 남만주철도에서 대체관리하였고, 1938년 11월에는 일만(日满) 당국은 남만주철도를 인수하여 경영을 위탁하였다.
1940년, 일만 당국은 921만 4천 위안의 만주 은행권을 투자하여 리수진에서 지시까지의 철도를 개통하였다. 리수진 스린역(옛 이름 스창역), 라오다 승강소, 류마오역, 바이자역, 시지시역에서 시지역까지 48.3km 구간이다. 1941년 봄에 측량하는 동안 설계하고 시공하였다. 1942년 11월 1일 시지시역에서 후린선과 접선하였다. 건설동안 리지선(梨鸡线)이라고 불리었으며, 원래의 무링 철로와 연결되어 청지선(城鸡线, 샤청쯔역~지시역)이라 불리었다.
청지 철로는 지시 광산구 석탄 수송을 분류하는 것 외에, 리수전 역에서 무렁, 핑강, 잔창, 라오다 등의 광산에서 원료 석탄을 집중적으로 수송하는 임무를 맡고 있다. 스린 역에서는 인산염 비료, 흑연 및 기타 제품의 수송을 담당한다.

## 연결 노선
- 무렁역 : 빈쑤이 철로
- 시지시역, 지시역 : 린미 철로